# 2098.
◄ | 20. stoljeće | 21. stoljeće | 22. stoljeće | ►
◄ | 2060-ih | 2070-ih | 2080-ih | 2090-ih | 2100-ih | 2110-ih | 2120-ih | ►
◄◄ | ◄ | 2095. | 2096. | 2097. | 2098. | 2099. | 2100. | 2101. | ► | ►►
Astronomija

## Događaji
- 16. travnja – Venerin prijelaz preko Sunčeva diska vidljiv s Marsa.
- 10. studenoga – Merkurov prijelaz preko Sunčeva diska